# Султан Косен
Султан Косен (10. децембар 1982) је турски фармер који је према Гинисовој књизи рекорда највиши човек на свету који је висок 2,51 метар.
Разлог његовог раста је тумор који утиче на његову хипофизу. Због своје висине мора ходати са штакама.
Косен живи са својим родитељима, и троје браће и сестара. Сви осим њега су нормалне висине. Био је у могућности да заврши школовање. Због своје висине морао је хонорарно да ради као пољопривредник. Упркос својој висини, он ужива у нормалном начину живота воли да игра компјутерске игрице са својим пријатељима. Он предности своје висине описује тако да може видети велику удаљеност, и може да помогне својој породици у кућним пословима. Један од проблема на које се жали због своје висине јесте то што не може да пронађе одговарајућу одећу (дужина унутрашње стране ноге му је 113 центиметара а дужина рукава 97 центиметара)..
У октобру 2013. године оженио се за сиријку Мерве Дидо која је 10 година млађа од њега.